# Total War Saga: Troy
Total War Saga: Troy — відеогра, що поєднує елементи жанрів покрокової стратегії і RTS. Чотирнадцята частина серії Total War, технічно заснована на одинадцятій грі серії — Total War: Warhammer II, друга в серії Total War Saga. Гра розроблена студією Creative Assembly, видавцем виступив Sega. Реліз гри призначений на 2020 рік. На гру діє вікове обмеження 16+.
Total War Saga: Troy реконструює одну з найбільших легенд грецької міфології, викладеної в «Іліаді» Гомера. Геймплей гри дозволяє створити власну героїчну спадщину в пізній Бронзовій добі, найранішому історичному періоді в серії.

## Історична достовірність
Епоха Троянської війни оповита численними загадками, тому розробники застосували унікальний підхід в методах дослідження того періоду, користуючись як міфологічними джерелами, так і тими, які були створені вже після цієї епохи — на зразок гомерівської «Іліади». Також були використані основні історичні джерела типу археологічних знахідок. Поєднання всіх цих джерел не тільки дозволило розробникам більш точно уявити цю історичну епоху, а й скористатися підходом «правда за міфом», так як події, пов'язані з Троянської війною, оточені легендами та історіями про міфологічних істот, надсильних героїв і втручанні богів.

## Ігровий процес

### Боги
Боги і прихильність — нова геймплейна механіка Total War Saga: Troy. Грецькі боги в грі є лише духовним втіленням, але вони впливають на гру подібно гомерівським аналогам. Вони не втручаються у конфлікт безпосередньо, але на вірі в них різних фракцій ґрунтуються бонуси, які вони отримують. Що ревніше лідер присвячує себе тому чи іншому богу, то сильніше народ підтримує ці вірування. Бонуси залежать від конкретного бога і надають ряд переваг, як для ведення війни, так і для особистого розвитку та отримання ресурсів. Всього в Total War Saga: Troy сім олімпійських богів: Зевс, Гера, Афродіта, Афіна, Посейдон, Аполлон і Арес, які в певні проміжки часу будуть вступати в конфлікт один з одним, в результаті якого гравцеві необхідно буде приймати рішення кого з них підтримати.

### Герої
Всього в Total War Saga: Troy присутні вісім героїв Троянської війни з обох сторін: Ахіллес, Одіссей, Менелай, Агамемнон і Гектор, Пріам, Еней. Як це було в Total War: Three Kingdoms, героям відповідають фракції.

### Міфічні істоти
Підхід «правда за міфом» дозволив взяти кілька найзнаменитіших міфічних монстрів і помістити їх на поле битви в реалістичному втіленні, уявляючи, чим вони насправді могли б бути. Наприклад, Мінотавр представлений в Total War Saga: Troy як унікальний людський юніт. Кентаври представлені загонами вершників, рекрутувати які можна буде лише в певних областях, де, згідно з міфами, вони проживали.

### Троянський кінь
Класичний троянський кінь відсутній у геймплеї Total War Saga: Troy. Є версія, що Посейдон, бог великих хвиль і землетрусів, був також і богом коней, тому дерев'яний кінь міг представляти його гнів. Ці землетруси і будуть присутні в грі, пошкоджуючи стіни Трої і послаблюючи гарнізон.

### Поєдинки
В Total War Saga: Troy свій унікальний підхід до битв героїв. За допомогою нової бойової здатності «Виклик» герої зможуть сходитися в бою один на один, в якому не втручатимуться сусідні загони. Герої битимуться, використовуючи ряд синхронізованих анімацій. Однак механіка поєдинків не така «замкнута», як це було в романтичному режимі Total War: Three Kingdoms, через деякий час героїв можна вивести з бою без штрафу.

### Битви
В Total War Saga: Troy присутній сильний акцент на протистояння піших загонів, що відображає реалії тієї епохи, бо коні рідко використовувалися у війнах того часу, а ті, що були, в основному використовувалися в колісницях. Фактично морські битви відсутні, бо розробники використовували бойову систему з Total War: Warhammer II: коли два флоти стикаються на морі, вони висаджуються на найближчий острів і б'ються там.

### Економіка
В Total War Saga: Troy з'явиться абсолютно нова система економіки для відображення реалій Бронзової доби, яка буде використовувати бартерну систему. Основними ресурсами кожної з фракцій слугують їжа, дерево, камінь, бронза і золото. Все це можна знайти в різних регіонах в різних кількостях. Їжа і дерево дозволяють наймати ранніх юнітів і зводити прості споруди, але більш просунуті споруди будуть вимагати каменю, а юніти вищого рівня потребують бронзи. Золото важливе в торгівлі завдяки своїй загальній рідкості. Однак деякі ресурси не нескінченні і можуть бути вичерпані.

### Ендшпіль
У будь-якої фракції, за яку належить грати в Total War Saga: Troy, є фракція-антагоніст, конфлікт з якою тривають крізь усю гру. Цей конфлікт буде підтримуватися через повідомлення про плани фракції-антагоніста, де гравцеві потрібно буде прийняти якесь одне рішення на вибір. Механіка дозволяє утримати інтерес до кампанії на пізніших етапах гри.

### Стратегічна карта
Стратегічна карта Total War Saga: Troy приблизно дорівнює стратегічній карті Total War: Rome II і охоплює материкову Грецію, острів Крит і більшу частину сучасної Туреччини, де розташоване місто Троя. Карту навпіл ділить Егейське море.

### Дива світу
На стратегічній карті присутні такі чудеса світу, як гора Олімп.

## Графічний стиль
Графічне оформлення в Total War Saga: Troy втілює легендарну епоху того часу, що можна побачити в елементах карти кампанії і інтерфейсі, в яких змішується грецьке зображення «Іліади» і справжні елементи Бронзової доби. Так, хмари карти компанії і гори виконані в стилі давньогрецької чорнофігурного вазопису, а туман війни містить цитати з «Іліади» і спалюється, як папір, коли зникає.

## Розробка
2 серпня 2019 року було зареєстровано торгову марку Total War Saga: Troy. Невелика презентація гри була представлена на Gamescom в серпні 2019 року. 18 вересня 2019 року, за день до офіційного анонсу гри, Total War Saga: Troy стала головною темою свіжого номера журналу PC Gamer. Офіційний анонс гри відбувся 19 вересня 2019 року.
Реліз гри був запланований на 13 серпня 2020 років через Epic Games Store (протягом перших 24 годин після релізу t` можна буде безкоштовно (і назавжди) додати в свою бібліотеку в сервісі), на інших платформах реліз відбудеться через один рік. Згідно запитальника на сайті серії Total War, гра може стати першим і останнім випадком подібного ексклюзивного підходу до релізів.
Ідею з безкоштовною роздачою в першу добу пояснили бажанням зробити фанатам подарунок на честь 20-го ювілею серії. Shogun: Total War, що дала їй початок, вийшла 13 червня 2000 року. Розробники окремо наголосили, що без угоди з командою Тіма Свіні влаштувати цей атракціон небаченої щедрості не вийшло б.